# 卡普塔拉縣
卡普塔拉縣是印度西北部旁遮普邦的一個縣，面積1,633平方公里，2011年人口815,168，人口密度每平方公里499人，識字率為79.07%。

## 外部連結
- Kapurthala District website